# Chevrolet Kalos
Kalos je mali gradski automobil kojeg proizvodi južnokorejski proizvođač Daewoo od 2002. godine, a kod nas se od 2004. prodaje pod značkom Chevroleta. Kalos se u početku prodavao samo kao hatchback s petera vrata i limuzina, ali od početka 2005. u Europi je dostupan i u trovratnoj izvedbi.
U mnogim državama Kalos se prodaje pod različitim značkama proizvođača i drugim imenima, pa se tako u Sjevernoj Americi i pojedinim dijelovima Istočne Europe naziva Chevrolet Aveo dok se u Kanadi, uz taj naziv, prodaje i u dvije dodatne izvedbe pod nazivima Pontiac Wave i Suzuki Swift+, a na nekim se tržištima još uvijek naziva i Daewoo Kalos.
Na našem tržištu Kalos je trenutačno dostupan s tri četverocilindarska benzinska motora.
- 1.2 8V - 72 KS
- 1.4 8V - 83 KS
- 1.4 16V - 94 KS

U limuzinu se ugrađuju isključivo dva 1.4-litrena motora, a model opremljen najjačim motorom moguće je bez obzira na karoserijski oblik naručiti i u kombinaciji s automatskim mjenjačem.